# Abside de Saint-Clément de Taüll
L'abside de Saint-Clément de Taüll (en catalan : absis de Sant Climent de Taüll ; en espagnol : ábside de San Clemente de Tahull) est une peinture romane appartenant à l'ensemble des décorations murales de l'église de Saint-Clément de Taüll dans la vallée de Bohí, en Espagne, où se trouve la plus grande concentration d'art roman de toute l'Europe, avec une église tous les 25 km2. Actuellement, elle est exposée au Musée national d'Art de Catalogne.
C'est l'un des chefs-d'œuvre de l'art roman. Elle est notable pour la combinaison d'éléments issus de différentes visions bibliques — celles de l'Apocalypse, d'Isaïe et d'Ézéchiel — pour présenter le Christ lors du Jugement dernier. Celui-ci apparaît à l'arrière-plan, provoquant un mouvement centrifuge de la composition, dans lequel dominent le sens ornemental des profils et l'habileté à utiliser la couleur pour donner des volumes.
De par son caractère exceptionnel et sa force picturale, l'œuvre du Maître de Taüll s'est projetée dans la modernité et a fasciné les artistes de l'avant-garde du XXe siècle comme Picasso ou Francis Picabia.[réf. nécessaire]

## Histoire

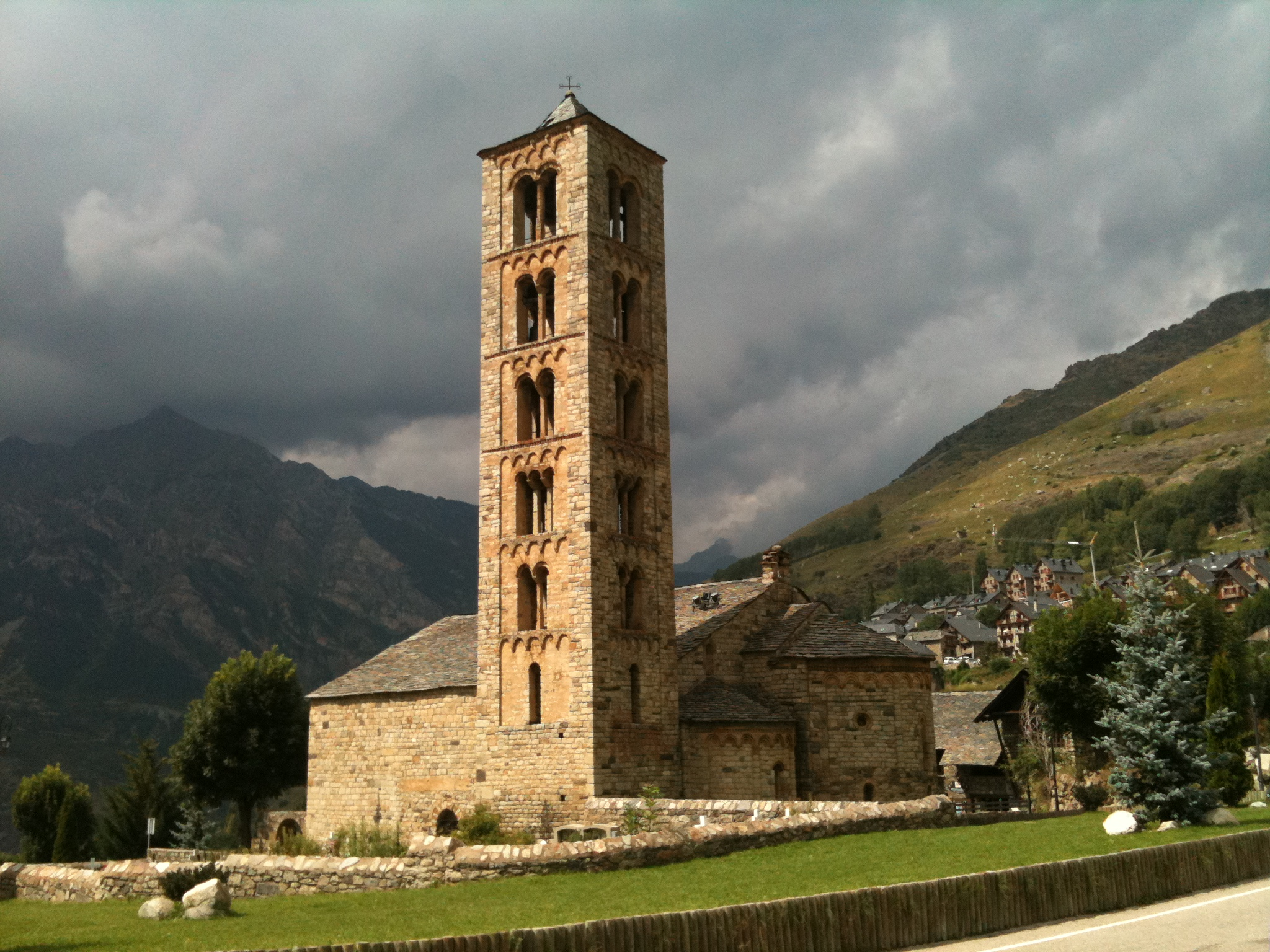
L'église de Saint-Clément de Taüll.

L'église Saint-Clément de Taüll est consacrée par Raymond de Durban, évêque de Roda, en 1123, date peinte sur l'une des colonnes de la nef et à laquelle est associée la réalisation de la peinture murale de l'abside centrale,, :
« ANNO AB INCARNACIONE
DNI: M: C: XX: III: III: IDUS: DBR
VENIT RAIMVNDUS EPC BARBASTRE
NSIS CONSECRAVIT HAC ECLESIA IN HONORE
SANCTI CLEMENTIS MARTIRIS ET PONENS RELIQUIAS
IN ALTARE SANCTI CORNELLI EPISCOPI ET MARTIRIS. »
« L'année de l'Incarnation
du Seigneur 1123, le 10 décembre
vint Ramon, évêque de Barbastro
consacra cette église en l'honneur
de Saint Clément le martyr et a placé des reliques
sur l'autel de saint Corneille, évêque et martyr. »

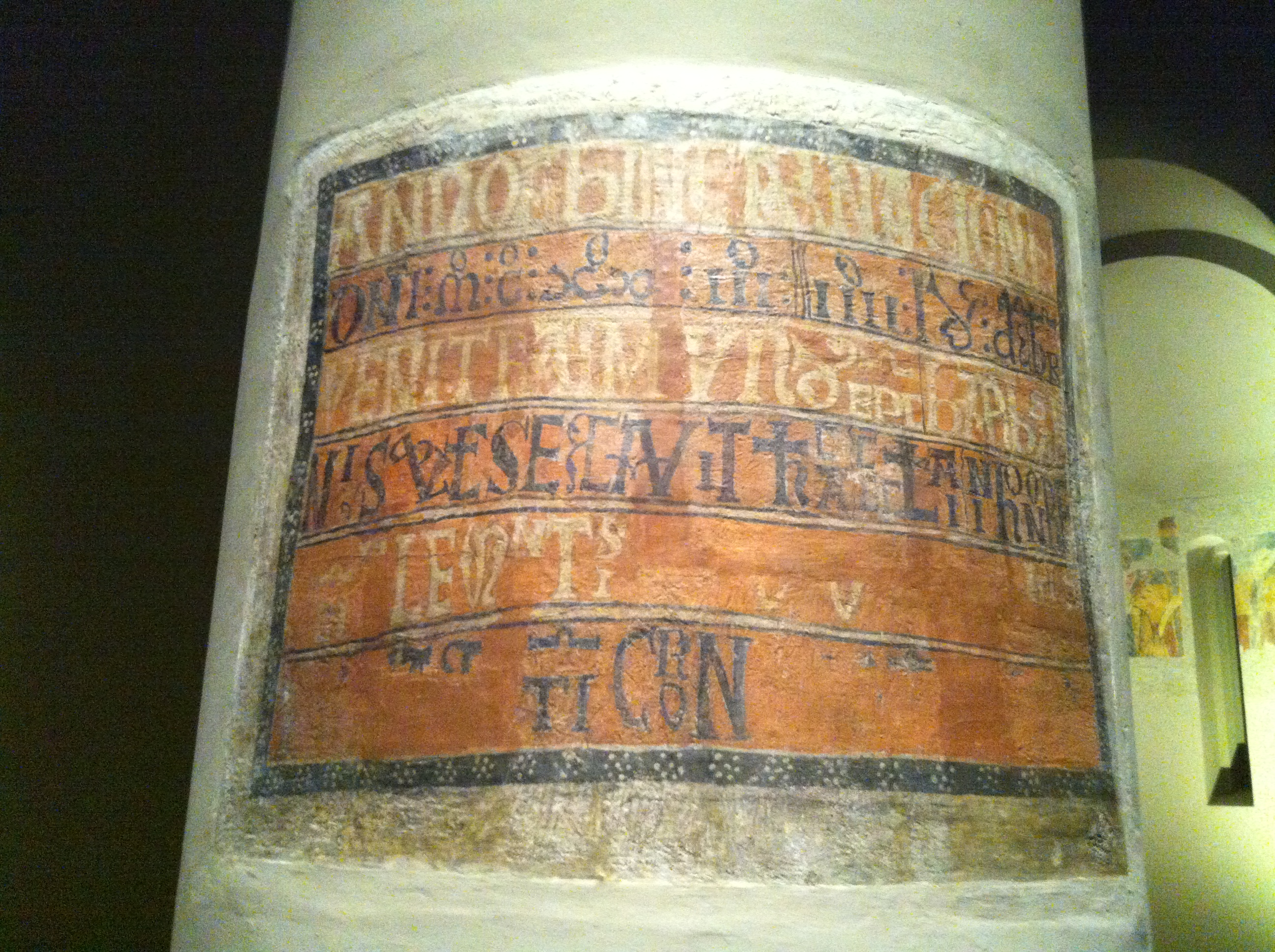
Inscription trouvée sur une colonne de l'église de Saint-Clément avec la date de la consécration (MNAC).

Selon Joan Ainaud de Lasarte, la consécration de l'église est associée à la reconquête définitive de Barbastro et Saragosse, ainsi que d'autres villes comme Tudela, Daroca et Calatayud. Selon cette théorie, le roi d'Aragon, Alphonse le Batailleur, récompensa financièrement les armées non aragonaises qui participèrent à la reconquête de ces territoires, parmi lesquelles se trouvaient des personnalités catalanes comme le comte de Pallars, sous domination féodale dont appartenait la vallée de Bohí et une famille avec laquelle Raymond de Durban entretenait des relations étroites. C'est ainsi que les peintures murales de Saint-Clément de Taüll auraient pu être une conséquence de ces faveurs,.
Au fil du temps, les peintures romanes furent cachées derrière des retables, blanchies à la chaux ou perdues à jamais, jusqu'à ce qu'au début du XIXe siècle, avec le retour de la raison sur l'obscurantisme d'une part, et la volonté de récupération de la culture catalane avec la Renaixença d'autre part, elles retrouvèrent leur importance.

### Redécouverte
En 1907, l'Institut d'Études Catalanes effectua une expédition à Saint-Clément de Taüll, et en publia un ouvrage dans le but de faire connaître l'œuvre. En 1915, l'intérêt pour l'achat de peintures murales des Pyrénées catalanes présentées par des collectionneurs américains — comme Hearst ou John Davison Rockefeller — et du pillage auquel les œuvres étaient soumises inquiétait les défenseurs du patrimoine local, qui n'était à l'époque pas protégé. De plus, certains curés de la région avaient déjà vendu certaines pièces à des collectionneurs et à des musées,.

### Transfert et exposition
Face à cette situation et compte tenu des principes de diffusion et de préservation du patrimoine catalan pour lesquels elle fut créée, la Commission des Musées de Catalogne (es) réalisa, entre 1919 et 1923, la première campagne de retrait et de transfert de peintures murales des Pyrénées, parmi lesquelles l'ensemble de celles de Saint-Clément de Taüll. L'abside centrale était en grande partie recouverte d'un retable gothique, comme le démontre la première photographie prise en 1904 par Domènech i Montaner.
La technique de retrait, appelée strappo, a été introduite en Catalogne grâce au restaurateur italien Franco Steffanoni, engagé pour la campagne de sauvegarde des peintures murales de Taüll. Il s'agit du détachement de la couche picturale sans mortier. Deux couches de tissus en coton avec une colle chaude organique sont appliquées sur la surface picturale propre. Une fois sèche, la colle contracte la surface, éliminant la couche picturale de la peinture,.
Une fois les tissus arrachés, ils furent enroulés et emballés dans des caisses en bois. Les peintures murales de Taüll furent transportées avec des mules à Puebla de Segur, d'où elles furent transportées par train et par camions jusqu'à Barcelone, où elles étaient gardées par le Musée national d'Art de Catalogne (MNAC) de l'époque, basé dans le parc de la Ciutadella. Plus tard, en 1934, ils furent transférés au Palais national de Barcelone, actuel siège du MNAC.

### Guerre civile
En raison de la guerre civile espagnole et du danger de bombardement, les œuvres furent à nouveau déplacées, ainsi que quelques absides romanes, vers Olot et d'autres petites villes comme Darnius.
À l'occasion de l'Exposition universelle de 1937 à Paris, une exposition est organisée pour dénoncer la situation politique du pays. Sous le titre L'art catalan du Xe au XVe siècle, de nombreuses œuvres du musée sont exposées, dont l'abside de Saint Clément, du 18 mars au 10 avril, au Jeu de paume à Paris. Elles furent ensuite également exposées à Maisons-Laffitte jusqu'au 20 mai. Joaquín Folch y Torres (es), alors directeur du musée, fit une nouvelle proposition pour l'exposition des absides romanes, qui constituaient alors déjà une partie très importante des œuvres du musée. De faux cadres architecturaux furent créés, évoquant les églises originales.
Une fois la guerre terminée, la collection revint au Château en 1940, et les salles d'art roman furent rouvertes le 12 juin 1942, sous la direction de Xavier de Salas.

### Reproduction dans son lieu d'origine
Initialement, la reproduction de la peinture murale de Saint-Clément de Taüll dans l'église originale n'était pas envisagée. Cependant, en raison de la reconnaissance croissante dont jouissait l'église et des nombreuses visites qu'elle recevait depuis la récupération des peintures, on commanda en 1959 une réplique à Ramon Millet. L'artiste, qui travailla pendant deux ans, créa la réplique à une échelle plus petite que l'original,.
Au cours des années 2000 et 2001, de nouveaux fragments de peintures murales furent découverts, conservés à leur place, à l'intérieur de l'église de Saint-Clément de Taüll.

## L'auteur

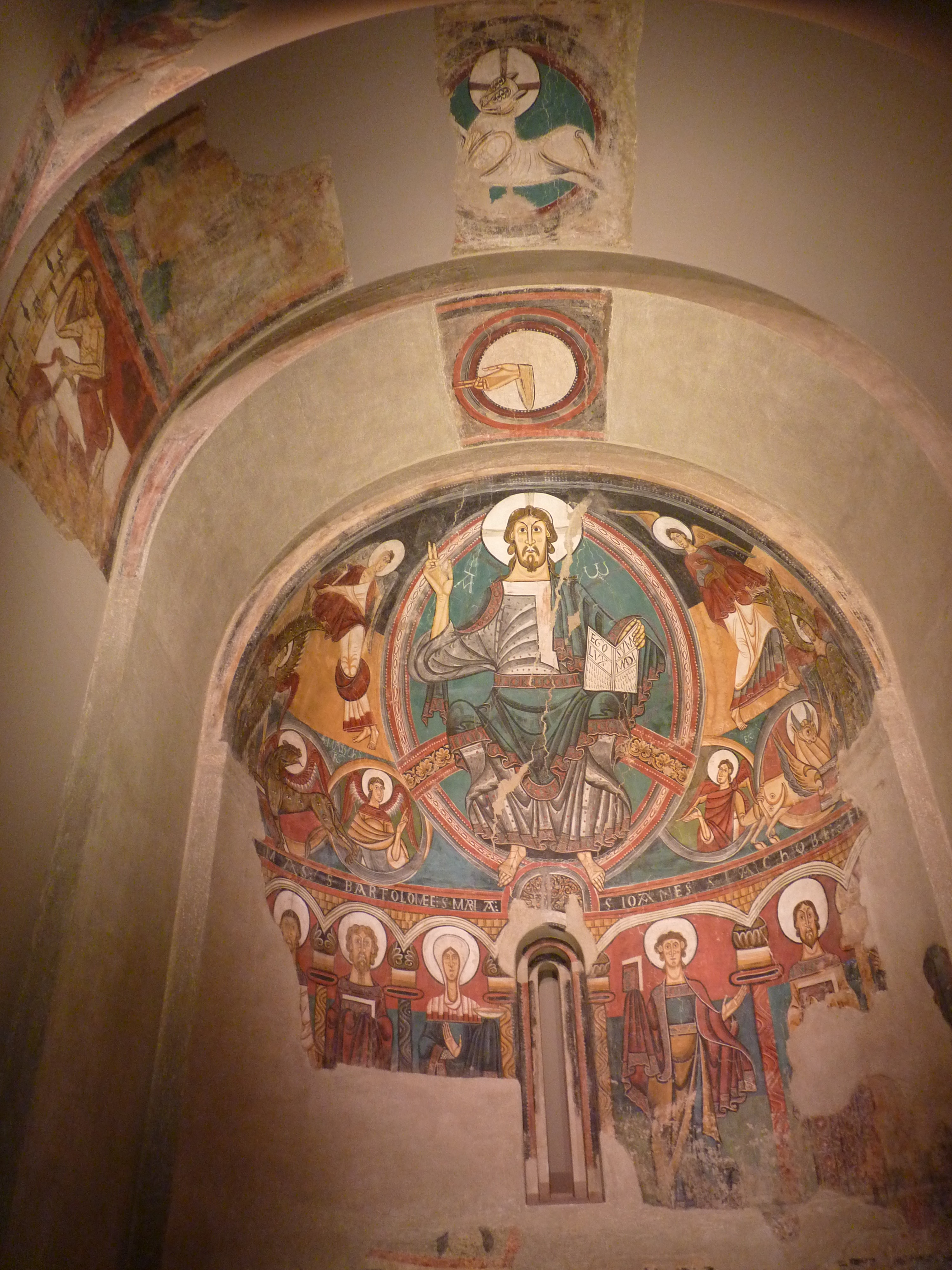
Vue générale de l'abside du Musée national d'art de Catalogne.

Connu comme le Maître de Taüll dans le monde de l'histoire de l'art, on sait peu de choses à son sujet. Au Moyen Âge, ceux que l'on considère aujourd'hui comme artistes étaient des artisans qui mettaient leurs capacités artistiques au service des abbés, des évêques et des seigneurs, sans pour autant jouir de leur métier le plus renommé. Deux théories sur l’origine de l’auteur vont dans des directions différentes. Selon la première, il s'agirait d'un maître étranger, d'origine italienne, qui bénéficiait de l'aide de collaborateurs de moindre valeur (comme le montrent les figures des séraphins) et qui avait acquis et utilisé des techniques hispaniques. Selon la seconde, il s’agissait simplement d’un artisan local.
Il est difficile d’établir des délimitations stylistiques par rapport à la peinture romane, étant donné que les artistes travaillaient souvent pour plusieurs cours et abbayes, apportant et acquérant des éléments d’autres styles. La forte expansion des manuscrits médiévaux et le manque d'idées nouvelles ont également conduit au transfert stylistique des livres vers la peinture murale. Le Maître de Taüll est, selon les experts, un exemple de convergence de la diffusion de nouveaux courants, de la connaissance des maîtres et de la capacité d'adaptation à leur propre technique et personnalité.

## Description
La peinture murale de l'abside centrale de l'église de Saint-Clément de Taüll fait partie de l'ensemble pictural qui comprend également la décoration des arcs de triomphe, celle de l'abside latérale, l'inscription de consécration et une fenêtre antérieure. Il y a davantage de peinture in situ.

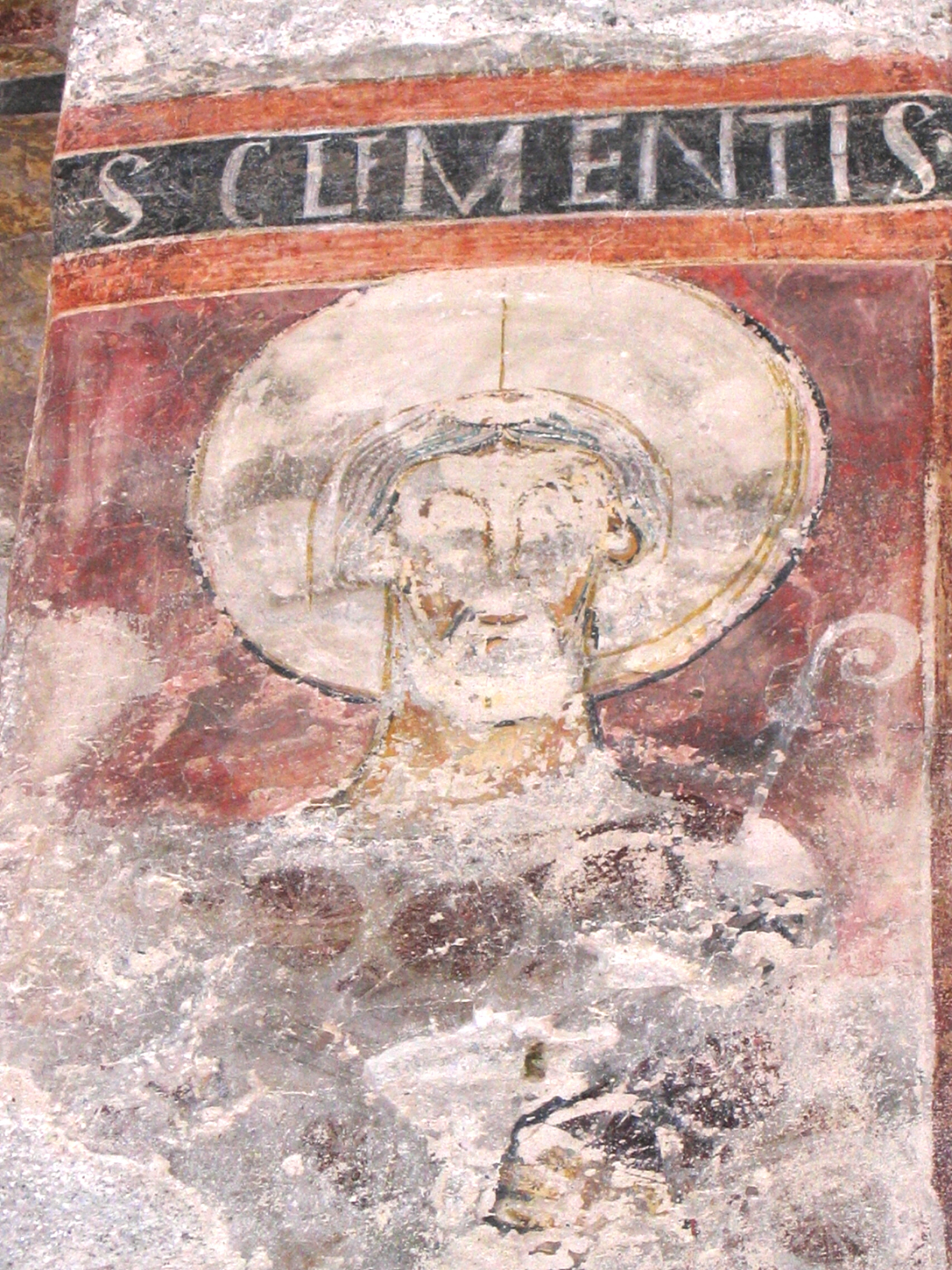
Peinture originale in situ représentant Saint Clément.

La chronologie des peintures prend comme référence l'inscription peinte qui a été conservée sur une colonne du côté de l'évangile. Cette inscription évoque la consécration de l'église en l'an 1123 et présente des caractères du même type que dans les différentes inscriptions que l'on trouve dans les peintures de l'abside.
L'œuvre de l'abside au service du thème religieux et de sa signification, représenté à travers des moyens anti-naturalistes et abstraits, avec des traits simplifiés et des changements vers la modélisation géométrique des formes humaines naturelles, était également l'une des caractéristiques communes de l'art roman. Il s'agit d'une Maiestas Domini ou Pantocrator, l'épiphanie du Dieu tout-puissant, législateur, qui vient juger le peuple.
L'abside de Saint-Clément de Taüll présente une large couleur de tons et de lignes noires qui configurent les contours des images représentées avec un sens monumental, ainsi qu'une composition structurée en plusieurs registres :
- Registre supérieur : représente le « Ciel », le Pantocrator trône à l'intérieur d'une mandorle, les pieds sur la boule du monde et sa main droite qui bénit avec deux doigts à la manière grecque ; dans sa main gauche, il porte un livre ouvert avec l'inscription EGO SUM LUX MUNDI (Je suis la lumière du monde). Son visage allongé au regard pénétrant est réalisé avec des lignes marquées, des sourcils arqués, des yeux, une bouche, une barbe et une coupe de cheveux symétrique. La couleur est appliquée avec de la peinture mate, mais avec deux tons, un clair et un plus foncé pour réaliser un certain modèle, que le peintre met en valeur dans les larges plis des vêtements. Le tétramorphe est représenté par des anges portant les symboles des évangélistes : saint Matthieu, l'ange ou l'homme ; Saint Marc, le lion ; Saint Jean, l'aigle ; Saint Luc, le taureau ; et deux personnages symétriques encadrant la composition représentant un séraphin et un chérubin possédant chacun trois paires d'ailes[22]. Le bassin de l'abside présente un fond divisé en trois bandes de couleurs différentes, noir, ocre et bleu[23].

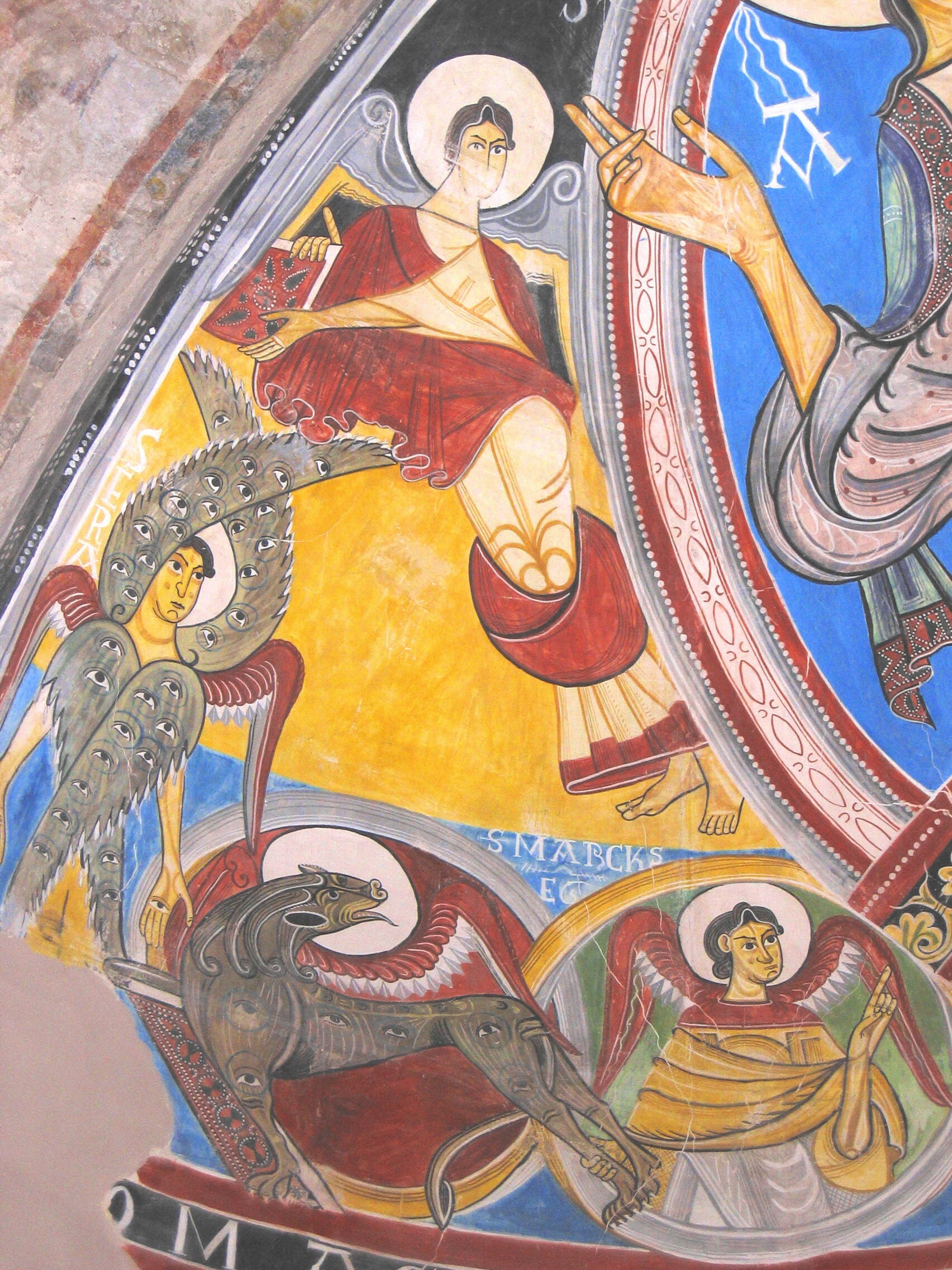
Détail de Saint Marc au lion (copie de l'église de Taüll).
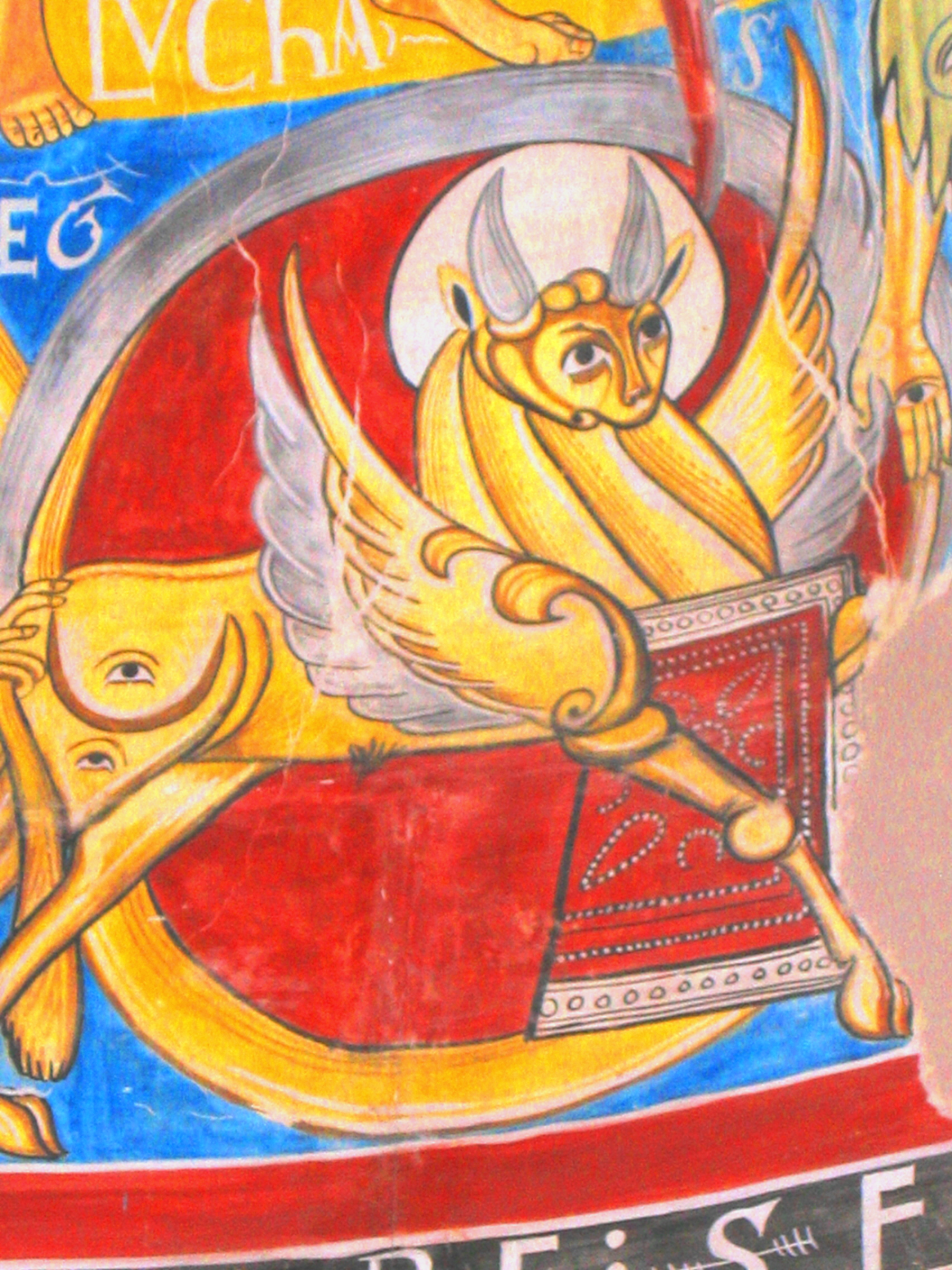
Détail de la bulle de Saint Luc (copie de l'église de Taüll).

- Registre intermédiaire : on voit de gauche à droite cinq apôtres, probablement saint Thomas, saint Barthélemy, saint Jean, saint Jacques et un dernier personnage très mutilé associé à saint Philippe et à la Vierge Marie, placés côte à côte bien qu'indépendants grâce à la représentation picturale d'éléments architecturaux, en l'occurrence une arcade, avec des colonnes et des chapiteaux, au-dessus d'eux ils portent une inscription qui les identifie[24]. Il symbolise l'Église universelle donnant la foi au Christ[25].
- Registre inférieur : on observe généralement des éléments appartenant au monde terrestre, ainsi que des ornements végétaux ou géométriques, qui représentent la Terre. Du registre inférieur il ne reste pas beaucoup de vestiges picturaux : on peut deviner des éléments décoratifs en zigzag, typiques de ces registres, et qui déterminaient sûrement des espaces avec des figures d'animaux et en dessous ils devaient être décorés de rideaux. De cette partie, il ne subsiste rien[20],[19].

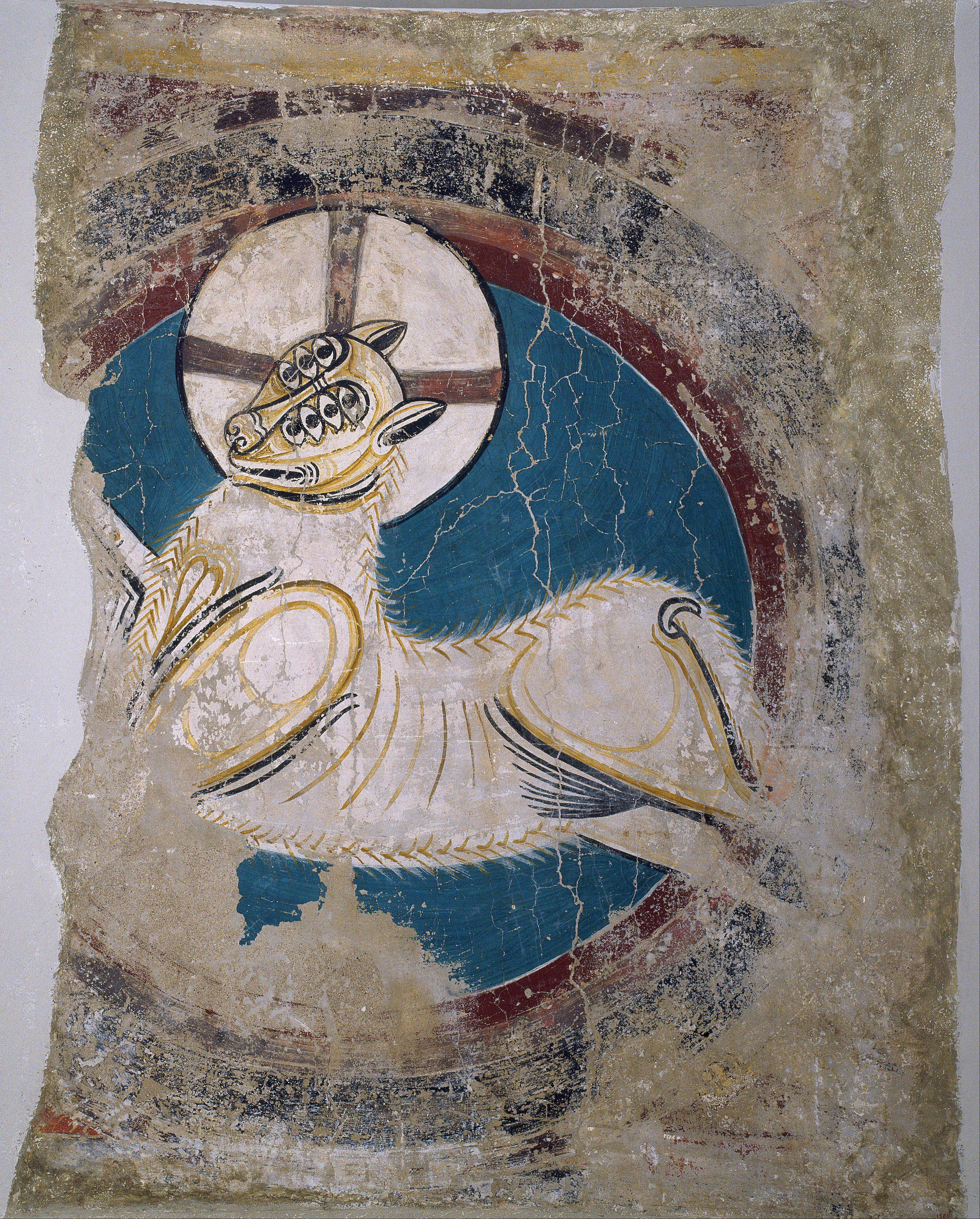
Peinture murale d'Agnus Dei qui fait partie de l'un des arcs de triomphe.

- Autres parties que l'abside : déjà à l'extérieur du bassin de l'abside mais en relation compositionnelle avec celui-ci, la décoration picturale des deux arcs pré-absides complète la représentation trinitaire de la divinité dans le couronnement des arcs[a],[26] :
  - Dieu comme Christ Majesté (Maestas Domini) dans le bassin de l'abside ;
  - La main droite de Dieu (Dextera Domini) représentant le pouvoir du père[27], dans l'arc le plus proche de l'abside ;
  - L'Agneau de Dieu (Agnus Dei) représentant le Christ sacrifié conquérant la mort[28], dans le deuxième arc.

Les trois représentations forment un axe vers les fidèles. La main de Dieu est représentée dans un cercle blanc vide mais avec les deux doigts traversant son périmètre, dans l'arc le plus proche du bassin. L'agneau à sept yeux suit le récit de l'Apocalypse de Saint Jean, représentant ses attributs : puissance, richesse, sagesse, force, honneur, gloire et bénédiction. Il est enfermé dans un cercle et légèrement arqué, ses pattes avant reposant sur le Livre des Sept Sceaux (Ap 4,11). Sa tête est entourée d'un nimbe crucifère, une auréole sur laquelle est inscrite une croix.

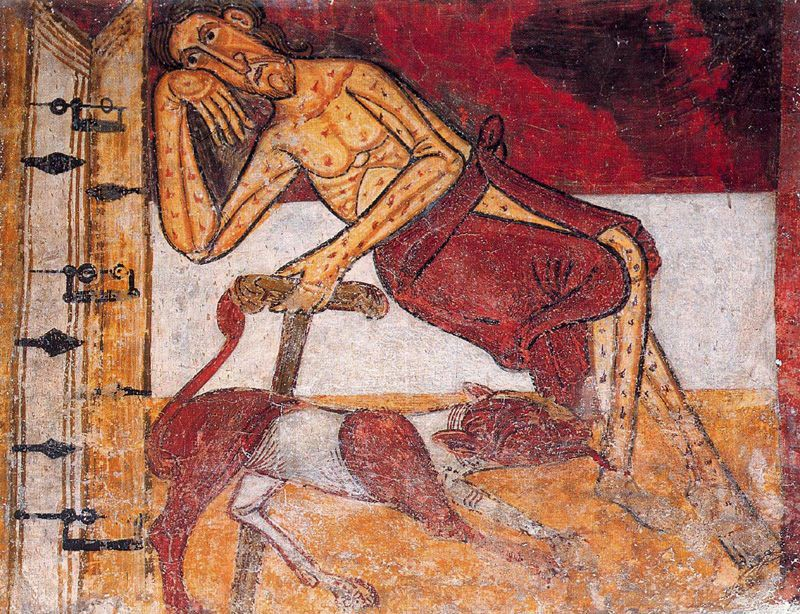
Lazare le lépreux devant la porte du riche.
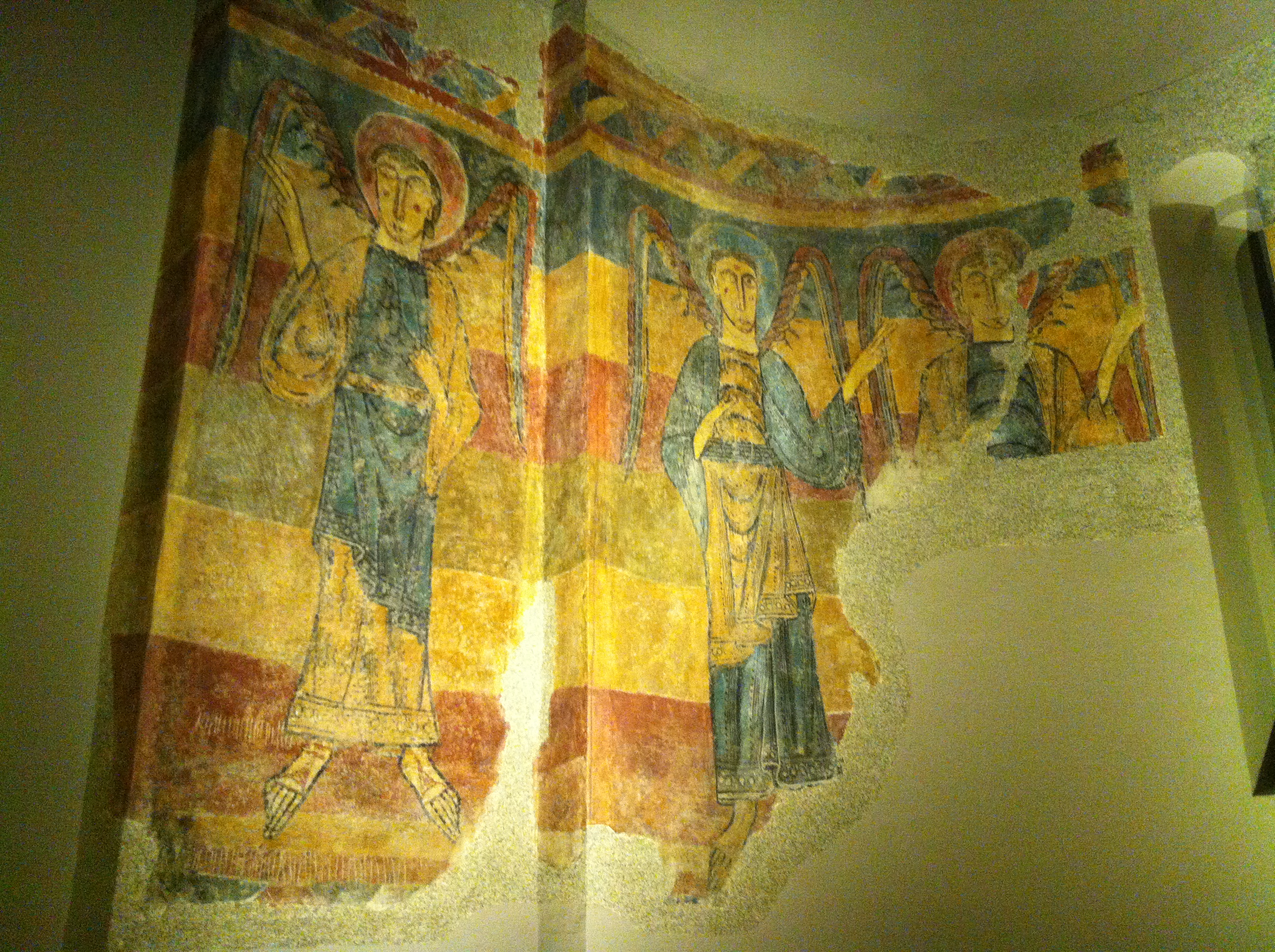
Détails avec les angles de l'abside latérale.
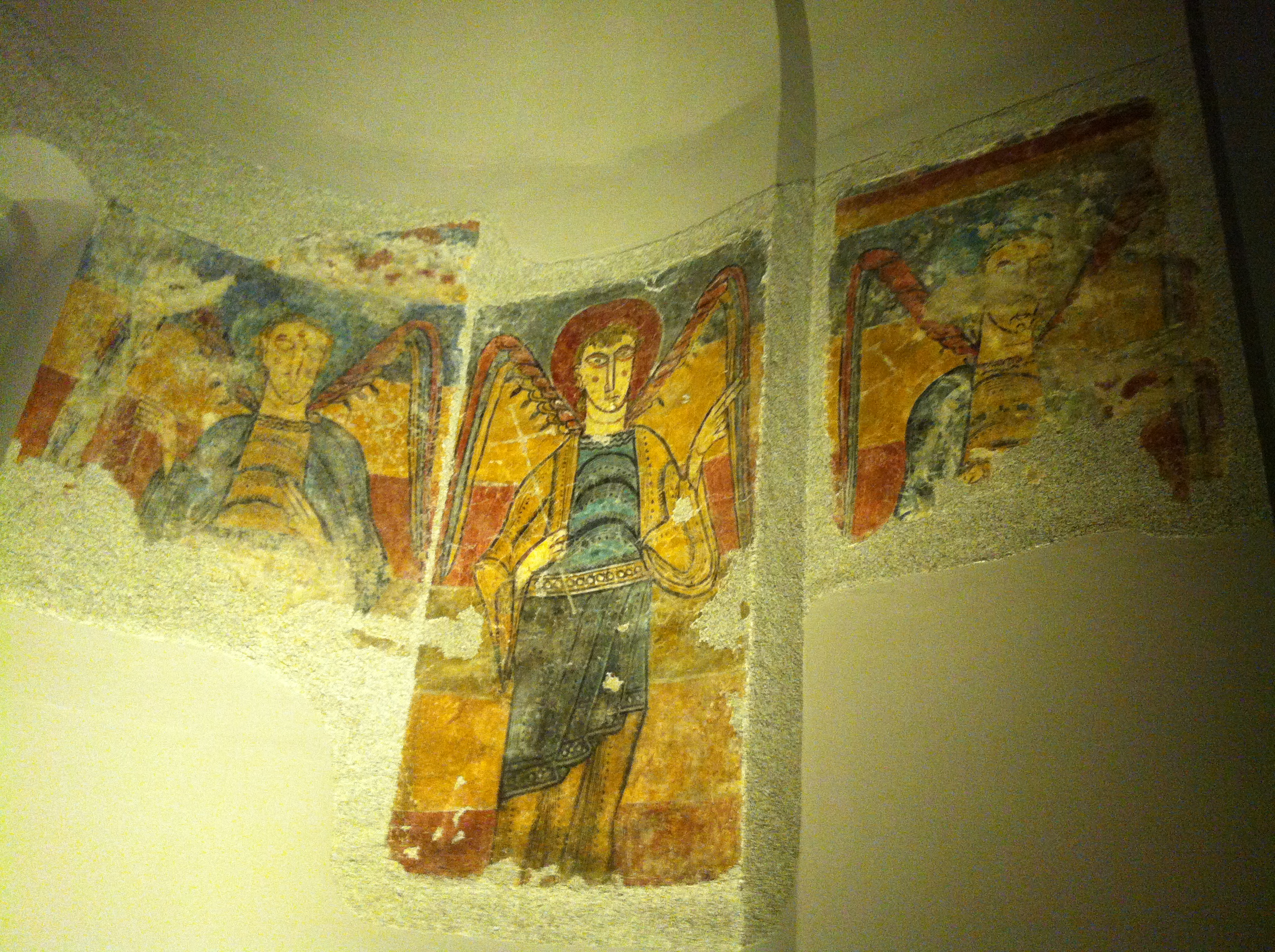
Fragment avec des anges du même côté.

Des deux côtés de l'arc où se trouve Dextera Domini, sont représentées les figures de Caïn et d'Abel. D'un côté de l'autre arc se déroule une scène dans laquelle un chien lèche les blessures de Lazare le lépreux, devant la porte du riche, cette parabole apparaît dans l'Évangile de Saint Luc et est présente dans la décoration d'autres églises romanes. comme celle de l'église de San Juan de Boí.
D'une abside latérale (celle du côté de l'évangile) subsistent des restes de décoration murale, qui représentaient sur un fond de bandes colorées, un chœur de six anges, dont il ne reste que deux fragments, de part et d'autre de la petite fenêtre centrale. On pense que ces peintures ont été réalisées par un autre auteur, de moindre qualité que le maître de Taüll et qu'il aurait également pu travailler dans l'église de Santa María de Taüll, dans la même ville,.

## Style

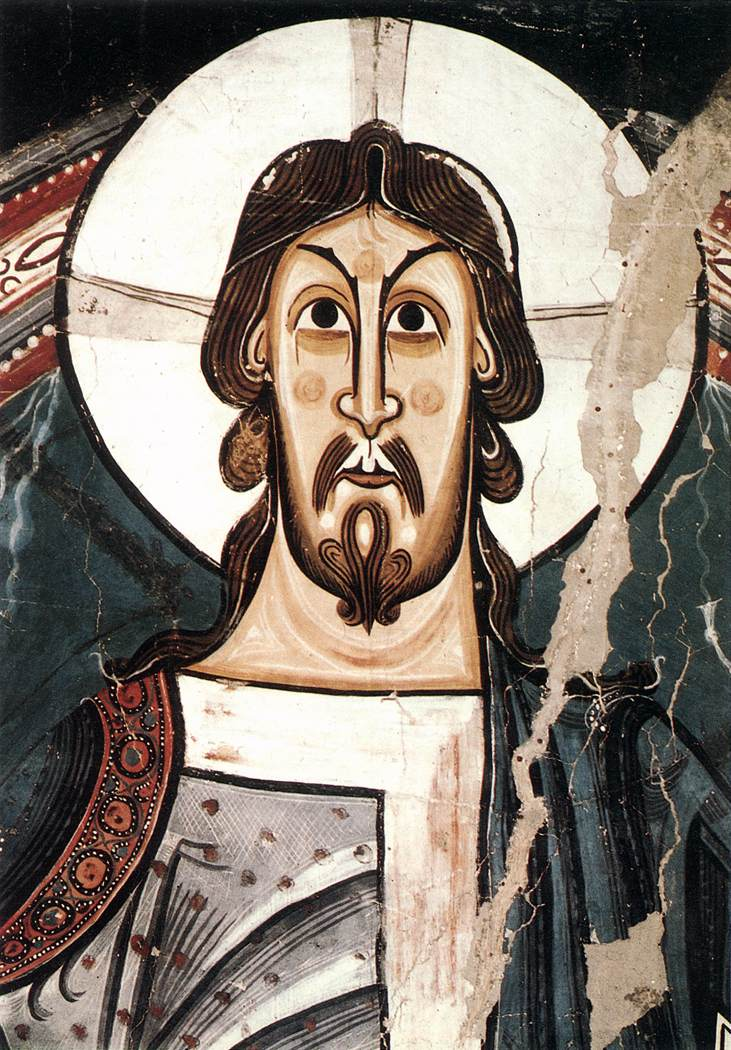
Détail du visage du Christ.

- Byzantin : caractérisé par le hiératisme des figures, la symétrie et la conception plate de la composition. Les figures montrent clairement l'aspect antinaturaliste de l'œuvre : la position dans laquelle elles se trouvent est statique et la frontalité du dessin est bien mise en valeur. De plus, les corps font preuve d’une certaine rigidité et, dans certains cas, de sévérité. Il démontre un caractère clairement hiératique[32].
- Mozarabe : courant dans l'art roman du nord de la péninsule ibérique, qui apporte vitalité et expressivité, comme en témoignent les visages des personnages : l'auteur a mis l'accent sur les yeux et les couleurs du visage. Il s'est concentré sur le nez, les yeux, les sourcils et la bouche, jouant avec le dynamisme offert par les lignes : les sourcils ouverts rejoignent les lignes du nez, qui nous mènent aux lèvres, encadrées par la moustache tombée. Cette dernière nous oriente vers la barbe qui, en même temps, nous entraîne vers les cheveux[32].
- Arabe : à l'opposé du courant byzantin, il rompt avec l'hiératisme et exprime une volonté d'asymétrie. Cette influence s'observe dans les arabesques et les lignes courbes qui recréent les sinuosités des vêtements et des cheveux, notamment dans le Pantocrator, dont l'auteur met l'accent sur leur mouvement. Tous ces détails qui complètent le Pantocrator soulignent sa magnificence et sa supériorité. La volonté de rompre avec la frontalité est évidente dans les symboles des évangélistes, dessinés avec une légère perspective qui permet de voir deux parties différentes de l'élément, les faces intérieure et extérieure, différenciées en même temps par deux couleurs différentes[32].

## Technique
La technique utilisée par le Maître de Taüll est celle de la fresque, même si de nombreuses retouches à sec ont été identifiées.
Pour utiliser ce type de technique, le mur a d'abord été préparé avec plusieurs couches de mortier, avec une dernière couche de chaux uniquement. Alors que la préparation était encore humide, des pigments mélangés à de l'eau étaient appliqués, sans liant, puisque la chaux remplissait elle-même cette fonction. De cette façon, les pigments restaient adhérés à la couche de chaux, rendant impossible leur dissolution.
Même si les artisans travaillaient souvent sur des territoires différents, les pigments étaient généralement locaux. Dans le cas de l'abside centrale de Saint-Clément de Taüll, la majorité des pigments sont des terres naturelles et des minéraux indigènes, parmi lesquels se distingue l'aérinite, avec laquelle l'auteur a réalisé les remarquables bleus de l'œuvre. Cependant, des éléments non indigènes ont également été trouvés, comme le cinabre et l'azurite, provenant respectivement du sud de la péninsule et de l'Italie.

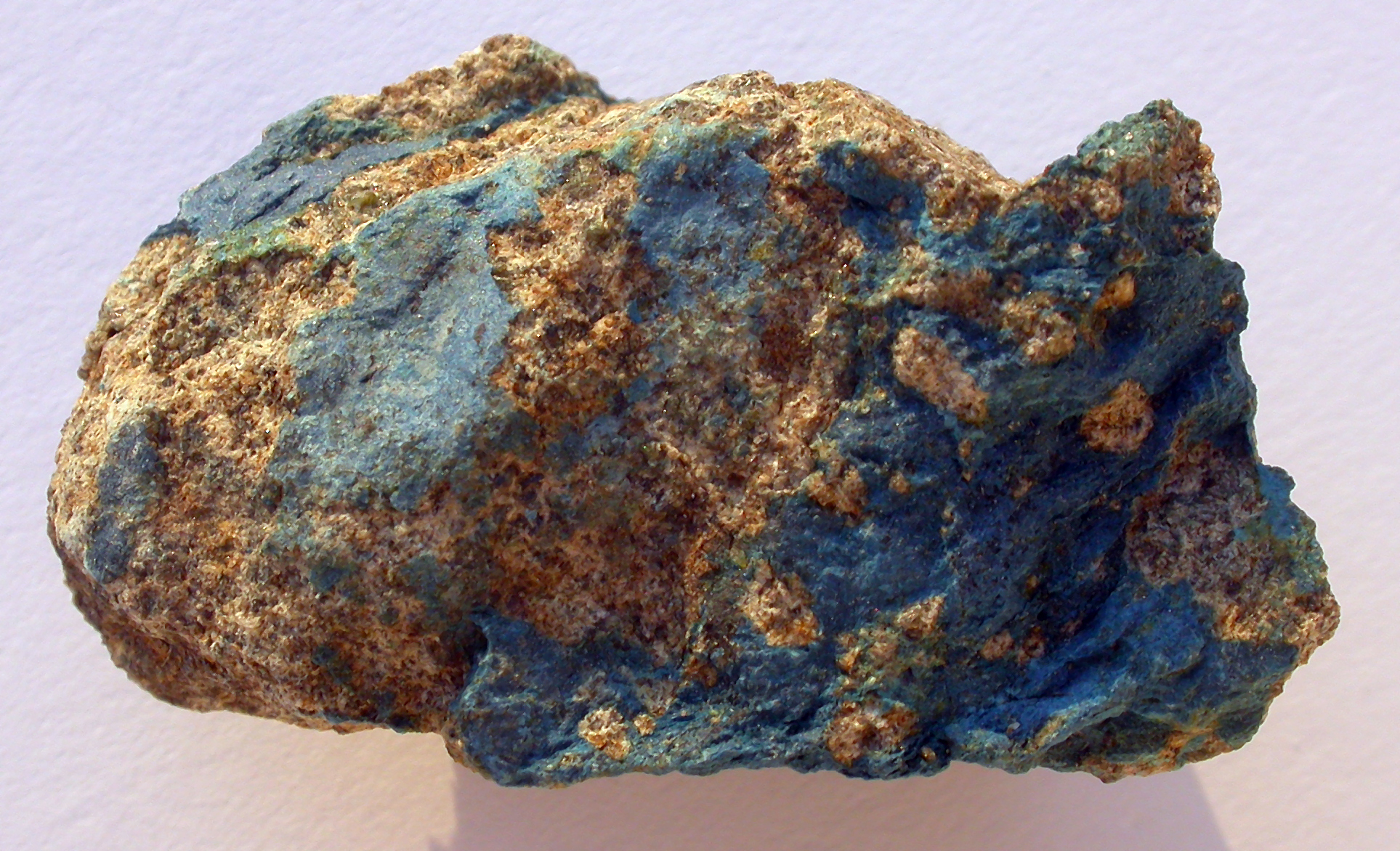
Aérinite
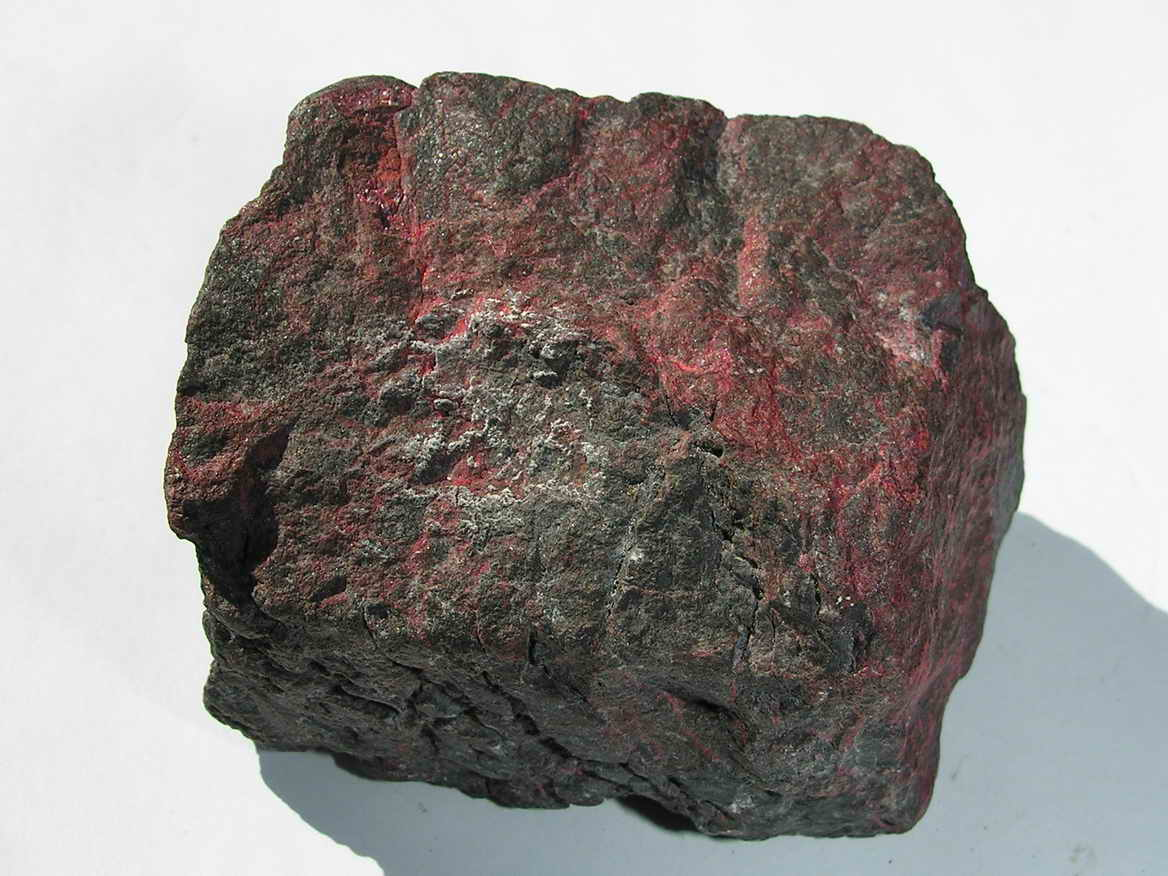
Cinabre
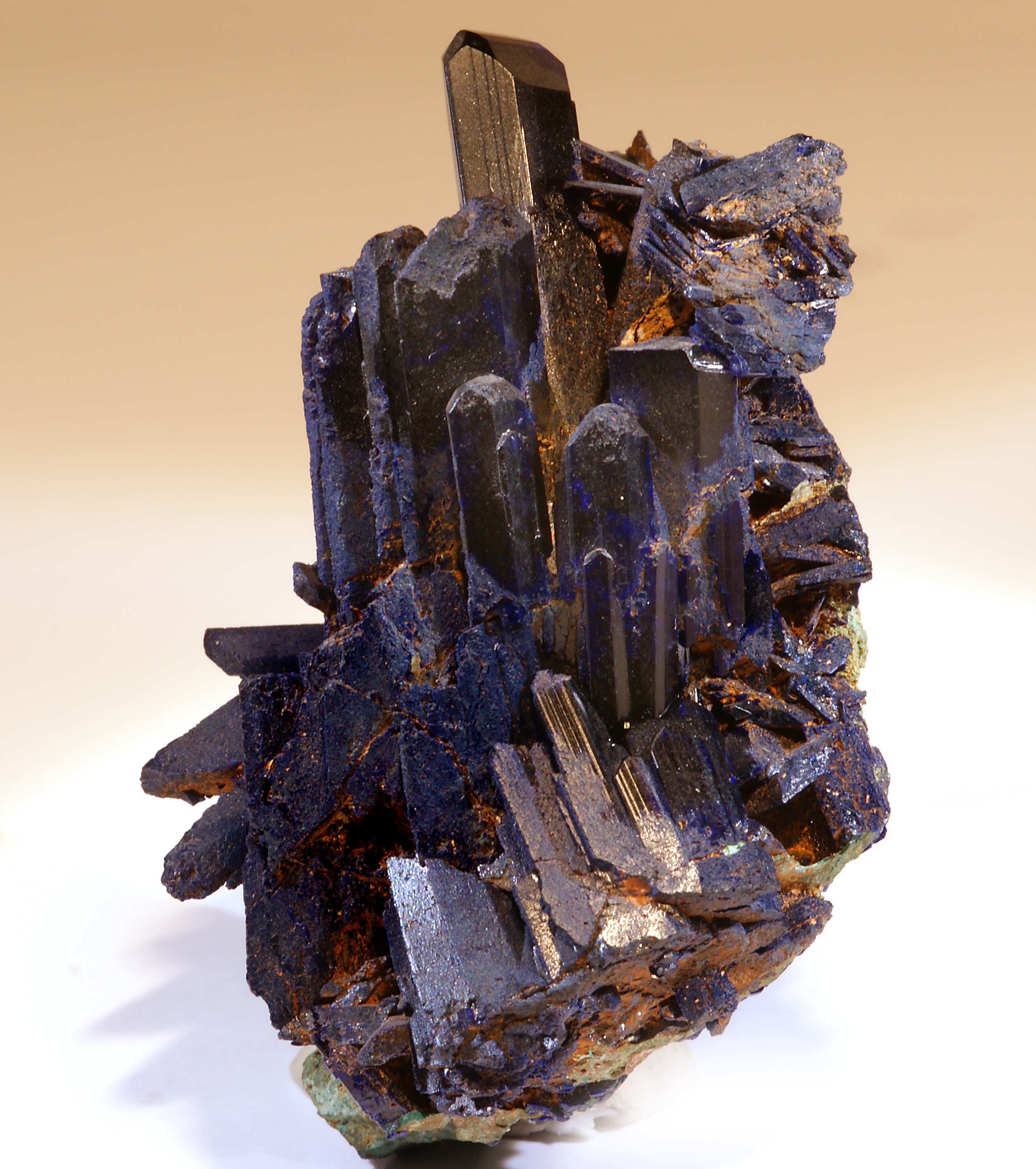
Azurite

## Symbologie
La peinture romane avait une vocation didactique, elle était fonctionnelle. Les peintures de Taüll étaient destinées à une communauté relativement petite, pauvre et analphabète, où l'église était vraisemblablement le centre de la ville, le lieu où ils se réunissaient et prenaient des décisions. Les œuvres, à thème religieux, avaient pour objectif de diffuser des scènes tirées de la Bible d'une manière compréhensible par tous, afin qu'elles puissent atteindre des personnes analphabètes, comme l'avait déjà déclaré saint Grégoire de Nysse au IVe siècle : « La peinture silencieuse parle du mur et fait, avec lui, beaucoup de bien. » Pour cette raison, les personnages bibliques étaient toujours représentés portant les mêmes objets grâce auxquels ils pouvaient être facilement identifiés, ce que l'on pourrait appeler la « Bible graphique ».
L'œuvre représente plusieurs récits bibliques (Apocalypse, Livre d'Isaïe et Livre d'Ézéchiel) et culmine avec le Jugement dernier. Dieu est montré au spectateur dans la perspective la plus surnaturelle de la vision apocalyptique, puisqu'il apparaît avec toute sa puissance et toute sa gloire pour juger l'Humanité. C'est pour cette raison que Dieu est présenté avec toutes ces caractéristiques qui l'identifient comme l'être suprême et qui soulignent sa magnificence, à commencer par les dimensions surnaturelles de Pantocrator lui-même.

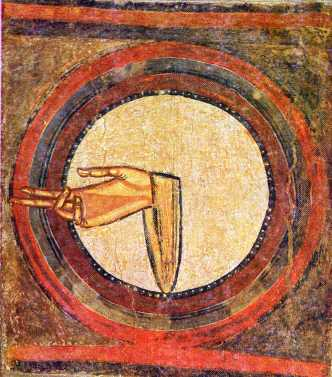
Dextera Domini.

La présentation du Christ en Majesté dans le bassin de l'abside, qui préside à toute la composition picturale de l'église, est caractéristique et courante dans l'art roman catalan. Le Christ pose ses pieds sur la mandorle, qui symbolise le monde et, par conséquent, Dieu se souvient de son rôle, celui de Dieu, législateur, juge, qui domine les choses terrestres,. En plus de Saint-Clément de Taüll, il apparaît dans d'autres lieux comme Santa María de Mur ou l'église de San Pablo et San Pedro de Esterri de Cardós (es). Le Christ est représenté de face, dépassant légèrement de la mandorle, le bras droit levé faisant le signe de bénédiction avec la main et le livre ouvert vers la gauche, posé sur son genou. La prééminence du Christ en Majesté dans la composition est caractéristique de la peinture du haut roman, contrairement à la peinture du roman tardif qui lui donnait un rôle plus secondaire et une représentation plus terrestre. L'alpha et l'oméga, première et dernière lettre de l'alphabet grec, symbolisent le début et la fin et donc Dieu en tant que créateur et en même temps destructeur. L'inscription EGO SUM LUX MUNDI (Je suis la lumière du monde), la lumière comme symbole de la vérité absolue, du Bien et du chemin pour atteindre le Salut, selon l'Évangile de Jean : « Je suis la lumière du monde, celui qui me suit ne marchera pas dans les ténèbres, mais possédera la lumière de la vie » (Jean 8:12).
Dans le domaine chrétien, la main droite de Dieu (Dextera Domini en latin) a plusieurs significations : elle indique la protection divine, mais aussi la légitimation d'un pouvoir ou de tout témoignage. Il existe des représentations de la paume et du dos. Fréquemment dans le ciel entre les nuages et dirigé vers la terre, les doigts ouverts ou en bénédiction. Bien que la plupart du temps elle fasse partie d'une représentation ou d'un tableau plus vaste, parfois seule la main est représentée sans contexte, comme dans la fresque de Saint Clément de Taüll.
Les figures qui symbolisent le tétramorphe, ainsi que les anges qui les représentent, sont inscrits dans des roues ou des cercles reliés entre eux. Cette iconographie peut être rapprochée des visions du prophète Ézéchiel dans lesquelles les chérubins louant Dieu apparaissent entre quatre roues pleines d'yeux. La référence aux roues, sur le trône de Dieu, apparaît également dans les prophéties de Daniel.